# ايزورهيبس
خنفساء ايزورهيبس هو جنس من الخنافس التي تنتمي إلى عائلة خنافس الطقطقة الكاذبة . عثر على هذا مالنوع ن الخنافس في أوروبا واليابان وأمريكا الشمالية. 

## الأنواع
- ايزورهيبس foveata Hisamatsu ، 1955
- ايزورهيبس marmottani Bonvouloir ، 1871